# Hegykő
Hegykő (deutsch Heiligenstein) ist eine ungarische Gemeinde im Kreis Sopron im Komitat Győr-Moson-Sopron.

## Geografische Lage
Hegykő liegt am südlichen Rand des Neusiedler Sees, 63 Kilometer westlich des Komitatssitzes Győr und 16 Kilometer südöstlich der Kreisstadt Sopron. Nachbargemeinden sind Fertőhomok und Fertőszéplak.

## Geschichte
Hegykő wurde bereits im 13. Jahrhundert unter dem Namen Villa Igku schriftlich erwähnt. Im Jahr 1907 gab es in der damaligen Großgemeinde 182 Häuser und 1337 Einwohner auf einer Fläche von 4728 Katastraljochen. Sie gehörte zu dieser Zeit zum Bezirk Sopron im Komitat Sopron.

## Söhne und Töchter der Gemeinde
- Alexandra von Wrede (1926–2018), deutsch-ungarische Wohltäterin und Ehrendame des Souveränen Malteserordens
- István Szalay (1944–2022), Mathematiker und Politiker
- Mátyás Beleznay (* 1945), Tischtennisspieler und Trainer
- Károly Eperjes (* 1954), Schauspieler

## Sehenswürdigkeiten
- Pestsäule aus dem Jahr 1711
- Pietà aus dem Jahr 1707
- Römisch-katholische Kirche Szent Mihály, erbaut 1904 im neoromanischen Stil
  - In der Kirche befinden sich Fenster der Glaskünstlerin Lili Árkayné Sztehló aus dem Jahr 1958
- Szent-György-Statue, erschaffen 1939 von Béla Mechle
- Szentháromság-Statue aus dem Jahr 1881
- Weltkriegsdenkmal
- Thermalbad
- Nationalpark Fertő-Hanság

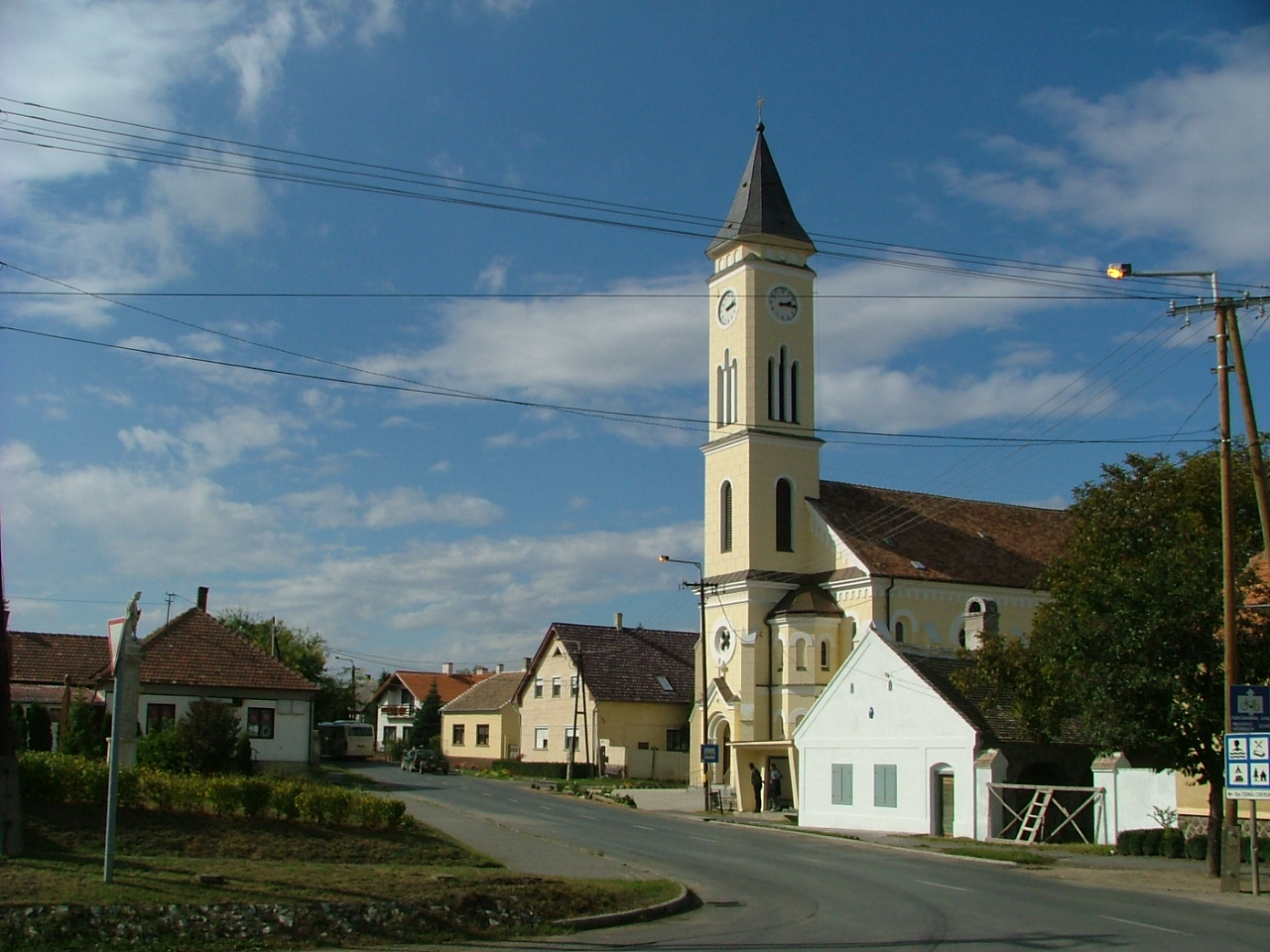
Hauptplatz mit der römisch-katholischen Kirche Szent Mihály
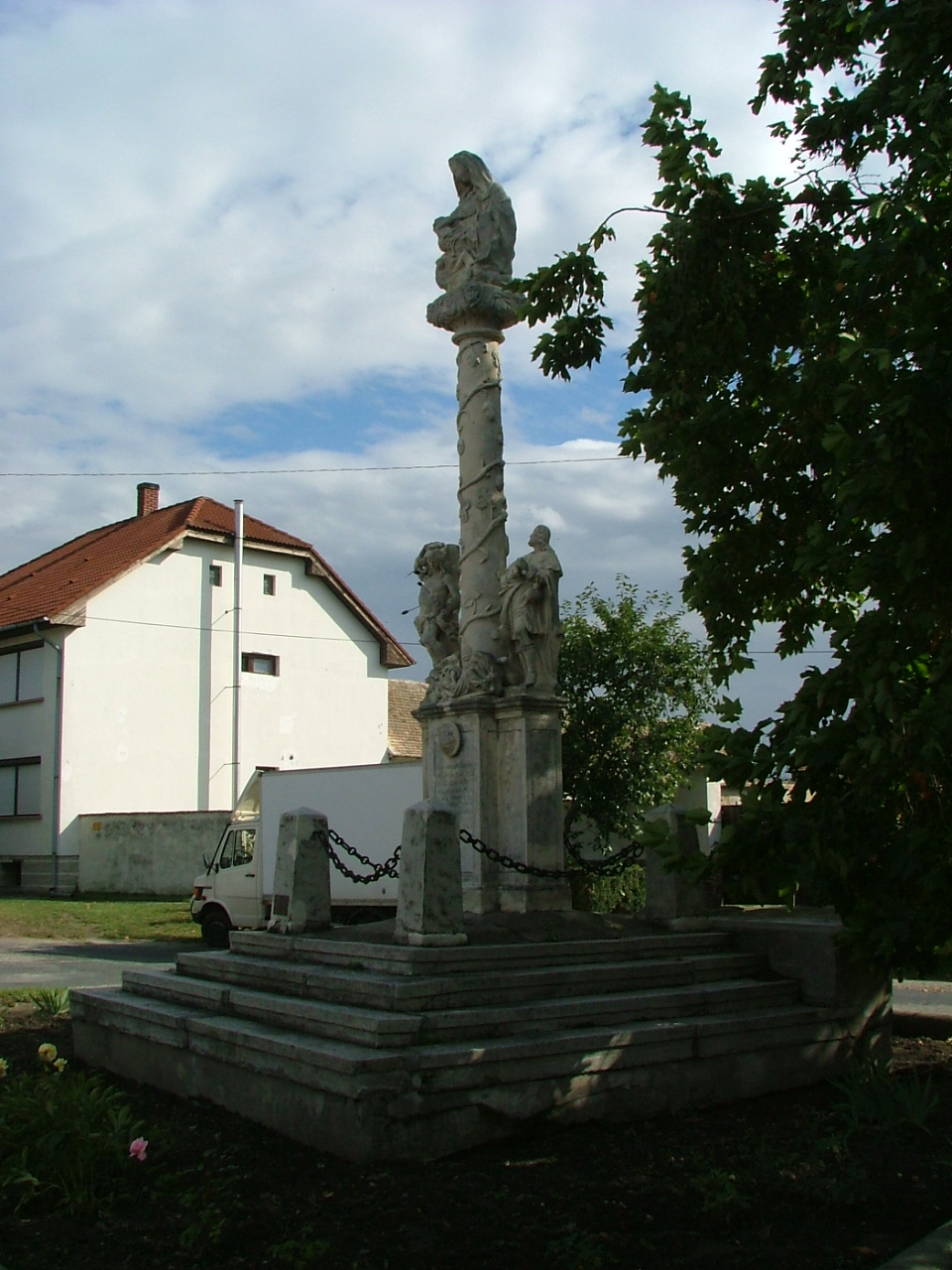
Pestsäule
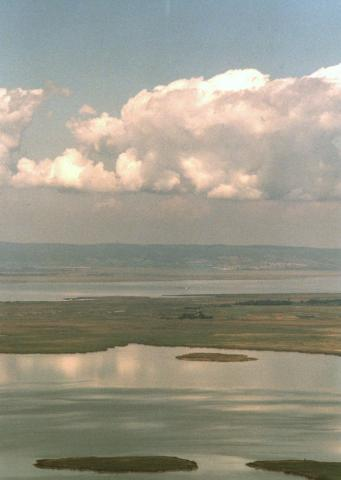
Der Neusiedler See mit Hegykő im Hintergrund
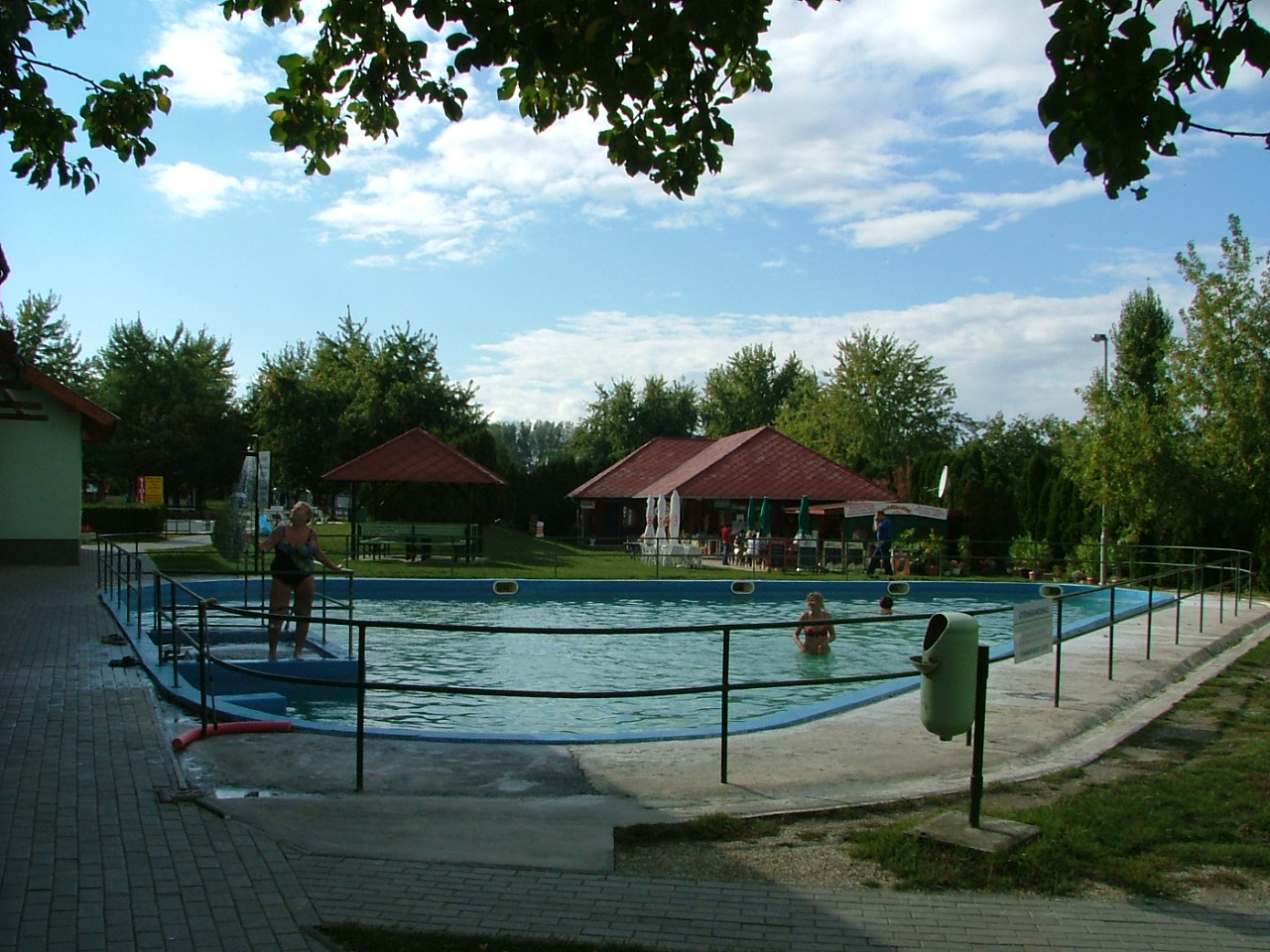
Thermalbad

## Verkehr
Durch Hegykő verläuft die Landstraße Nr. 8518, auf die in der Ortsmitte die aus Süden kommende Landstraße Nr. 8523 trifft. Es bestehen Busverbindungen mach Sopron und Kapuvár. Der nächstgelegene Bahnhof befindet sich südwestlich in Pinnye. Durch die Gemeinde führt der Neusiedler-See-Radweg.